# Camponotus crassicornis
Camponotus crassicornis é uma espécie de inseto do gênero Camponotus, pertencente à família Formicidae.